# Госнел (Арканзас)
Госнел (енгл. Gosnell) град је у америчкој савезној држави Арканзас.

## Демографија
По попису из 2010. године број становника је 3.548, што је 420 (-10,6%) становника мање него 2000. године.
| Група             | 2000.         | 2010.         |
| Белци             | 3.125 (78,8%) | 2.536 (71,5%) |
| Афроамериканци    | 601 (15,1%)   | 781 (22,0%)   |
| Азијати           | 40 (1,0%)     | 35 (1,0%)     |
| Хиспаноамериканци | 137 (3,5%)    | 124 (3,5%)    |
| Укупно            | 3.968         | 3.548         |